# Alberto Oliveira
Alberto Walter de Oliveira (Ceres, 8 de abril de 1956) é formado em Ciências Contábeis pela Universidade de Caxias do Sul e corretor de imóveis.

## Biografia
Filho de Adauto de Assis Oliveira e Raulina Gonçalves, nasceu na cidade de Ceres (Goiás) em 1956, mas escolheu Flores da Cunha como seu lugar para viver e constituir família. Chegou em 16 de janeiro de 1976 e em 1980 casou-se com Ana Lúcia Santini de Oliveira, com quem tem dois filhos: Juliana e Auber Césaro. Em 1982 foi eleito vereador e, em 1988, aos 32 anos, tornou-se prefeito do Município de Flores da Cunha.
Em 1993 fundou a Olimóveis Urbanismo, empresa na qual atua como diretor. A empresa é sediada em Flores da Cunha e possui empreendimentos em 16 municípios localizados entre a Serra Gaúcha e os vales do Paranhana e Sinos.
Em sua vida pública junto ao Governo do Estado do Rio Grande do Sul, desempenhou as funções de chefe de gabinete do governador Pedro Simon, em 1987; secretário estadual de Turismo do Governo Antônio Britto, em 1995; e secretário-chefe da Casa Civil no Governo Germano Rigotto, em 2003. Em 2006 foi eleito deputado estadual para a Legislatura 2007-2010 e, com este mandato, encerrou sua vida pública.
Em 2010, foi um dos Deputados Estaduais do Rio Grande do Sul que votou a favor do aumento de 73% nos próprios salários em dezembro, fato esse que gerou uma música crítica chamada "Gangue da Matriz" composta e interpretada pelo músico Tonho Crocco, que fala em sua letra os nomes dos 36 deputados (inclusive o de Alberto Oliveira) que foram favoráveis a esse autoconcedimento salarial; Giovani Cherini como presidente da Assembleia Legislativa do Rio Grande do Sul na ocasião entrou com uma representação contra o músico, Cherini falou que era um crime contra honra e o título era extremamente agressivo e fazia referência a criminosos que mataram o jovem Alex Thomas, na época Adão Villaverde que se tornou o sucessor na presidência da Assembleia Legislativa, expressou descontentamento discordando da decisão de Cherini, mas em agosto do mesmo ano o próprio Giovani Cherini ingressou com petição pedindo o arquivamento contra o músico com a alegação que não era vítima no processo (seu nome não aparecia na letra, pois como presidente do parlamento gaúcho na ocasião não podia votar) e que defendia a liberdade de expressão, na época Tonho recebeu apoio de uma loja que espalhou 20 outdoors pela capital Porto Alegre e também imenso apoio por redes sociais.